# Karl Stoiber
Karl Stoiber (Vienna, 13 ottobre 1907 – Stockerau, 12 dicembre 1994) è stato un calciatore austriaco.

## Palmarès

### Club

#### Competizioni nazionali
- Campionato austriaco: 3

Admira Vienna: 1931-1932, 1933-1934, 1935-1936
- Coppa d'Austria: 3

Admira Vienna: 1931-1932, 1933-1934
Wiener AC: 1936-1937